# Astragalus longirostratus
Astragalus longirostratus là một loài thực vật có hoa trong họ Đậu. Loài này được Pau miêu tả khoa học đầu tiên.